# Beleg van Schenkenschans (1635-1636)
Het Beleg van Schenkenschans in 1635-1636 behelst de belegering van de Gelderse vesting Schenkenschans door een Staatse en een Franse troepenmacht onder leiding van prins Frederik Hendrik van Oranje. De Spaanse verdediging capituleerde op 29 april 1636.

## Historie
De vesting Schenkenschans werd in opdracht van kapitein-generaal der Unie Robert Dudley door kapitein Maarten Schenk van Nydeggen in 1584 aangelegd op een landtong, op de splitsing van de rivieren de Rijn en de Waal. Indertijd lag die meer naar het oosten, op Kleefs grondgebied, dat daarvoor door Schenk werd ingenomen voor de Republiek der Zeven Verenigde Nederlanden. De schans werd vanwege zijn strategische ligging de 'Sleutel van Holland' en 'Poort van Holland' genoemd en kreeg de naam van zijn bouwer. Via Schenkenschans lag de weg vrij naar de Gelderse steden.

## Aanloop
De Republiek der Zeven Verenigde Nederlanden sloot op 8 februari 1635 een verbond met Frankrijk. Afgesproken werd dat als de bevolking van de Spaanse Nederlanden tegen zijn bezetters in opstand zou komen, het gebied onder protectoraat van Frankrijk en de Republiek geplaatst zou worden. Zou die opstand er niet komen, dan zou het door beide veroverd en onderling verdeeld worden. Die opstand kwam niet en daarop werd besloten tot de aanval over te gaan. Er werd voor gekozen via Tienen direct door te stoten naar Brussel. De verwachting was dat als deze stad viel, de rest van de Spaanse Nederlanden automatisch in Staatse en Franse handen zou vallen.
Frankrijk verklaarde daarop volgens plan de oorlog aan het Spaanse Rijk en stuurde geld, waarmee de Staatse en Franse legers samen een troepenmacht van 41.000 manschappen vormden. Iets minder dan de helft, 20.000 man, bestond uit Staatse troepen.
Tienen werd veroverd, maar de stad vloog daarbij in zijn geheel in brand, waardoor de plaats niet meer te gebruiken werd als logistieke uitvalsbasis. Daarbovenop deserteerden veel soldaten uit het Franse leger, omdat er niet genoeg geld was om alle soldij te betalen. Om die redenen werd het aanvalsplan aangepast en werd besloten Leuven te veroveren om vanaf daar door te stoten naar Brussel. De universiteitsstad werd echter zo fel verdedigd door militairen, studenten en burgers, dat de belegering door gebrek aan voorraden, een verzwakt Frans leger en een verwachte aankomst van een Spaans ontzettingsleger gestaakt moest worden. De Staatse en Franse legers trokken zich terug naar Roermond.
Generaal Ottavio (1599-1656), de prins van Piccolomini, van het keizerlijke leger van het Heilige Roomse Rijk schoot het Leger van Vlaanderen te hulp met een troepenmacht van 15.000 Kroaten. Onder zijn bevel werd de achterhoede van Frederik Hendriks leger bij Roermond verslagen tot overgave. Toen de landvoogd en kardinaal-infant besloot om nu ook Frankrijk (Picardië) aan te vallen, kon Frederik Hendrik fort Schenk terugnemen, omdat de verwachte extra steuntroepen voor de prins-kardinaal onder Matthias Gallas niet tijdig kwamen opdagen.

## Eyndhouts verovert Schenkenschans
Op 28 juli 1635 's nachts werd de Schenkenschans bij verrassing veroverd door het Spaanse leger bestaande uit een bataljon Duitsers van vijfhonderd manschappen onder de Gelderse kolonel Adolf van Eyndhouts, ook Eenhold genaamd. Deze Eyndhouts was wegens de terechtstelling van zijn vader overgegaan in dienst van de Spaanse koning. Hij dacht dat er geen betere wijze was om wraak te nemen, dan het veroveren van de Schenkenschans voor de koning.
Eyndhouts ging tot de aanval over nadat hij vernam dat slechts een kleine bezetting van honderdvijftig man op de schans aanwezig was. Daarnaast was vanwege bezuinigingen op 27 juli een wachtschip vertrokken. Uiteindelijk bleken er slechts ongeveer zestig soldaten aanwezig te zijn.
De soldaten wisten via een droge gracht de schans binnen te komen. De aanvallers kwamen de vesting binnen door het weghalen van verrotte stormpalen. Anderen liepen via de onderwal om en vielen de vesting aan de andere kant binnen. Commandant Welderen bood met zijn mannen (gekleed in het hemd, half bewapend) hardnekkig weerstand, maar was tegen de overmacht niet opgewassen. Rondom drie uur in de nacht viel de vesting. Nagenoeg de hele bezetting verloor het leven en Schenkenschans werd geplunderd. Eyndhouts kreeg als beloning een gouden ketting en een geldbedrag van 50.000 gulden. Daarnaast werd hij aangesteld tot gouverneur van de Schenkenschans.
Frederik Hendrik lag met zijn troepen bij Roermond, toen hij het nieuws vernam van de inname van Schenkenschans. De Betuwe lag daarmee open en hij vertrok onmiddellijk naar de vesting. Hij stootte via Nijmegen door naar de vesting en nam onderweg vlakbij enkele schansen aan de Rijn in.

## Beleg

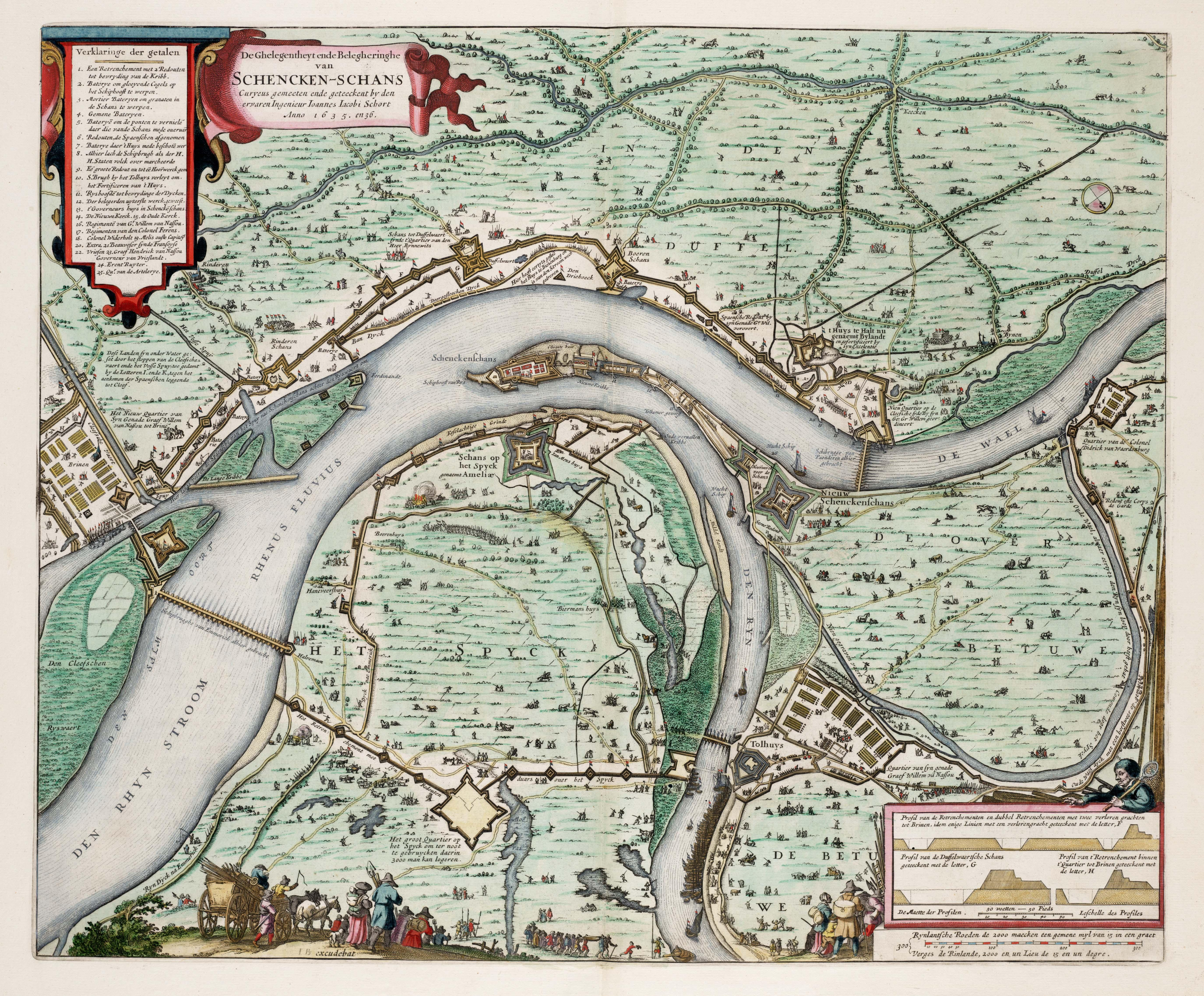
Overzichtskaart, met onder andere de aangelegde circumvallatielinie.

De Staatse ruiters sloegen hun kamp op tussen Rheinberg en Ruhrort en het Staatse voetvolk te Pannerden. Het Franse leger lag tussen Rees en Emmerik. Antonius kardinaal van Oostenrijk en prins Piccolomini deden er alles aan om de schans te ontzetten en namen Kasteel Byland in. Frederik Hendrik liet meteen zijn sappeurs approches graven. Daarin waren zowel de belegeraars als de belegerden zo fanatiek dat zij elkaar soms troffen in de loopgraven. De weersomstandigheden die herfst waren zeer ongunstig, waardoor het beleg flinke vertraging opliep. Approches liepen vol water, aangelegde vestingwerken moesten verhoogd worden en de aanvallers werden geplaagd door ziekte. Frederik Hendrik zelf verbleef tot medio december afwisselend in zijn kamp te Pannerden en in Arnhem. Op 30 november werd Eyndhouts met een kogel in zijn rug geraakt. Dezelfde avond overleed hij.
Johan Maurits van Nassau-Siegen was intussen met het werkelijke beleg bezig, maar had niet veel meer kunnen doen dan het grote buitenwerk in te nemen dat voor de Schenkenschans lag. Zodra de winter ten einde was, werd verdergegaan met het graafwerk. Griethausen werd ingenomen, evenals een klein sluisje op de vaart van Kleef naar de Rijn. Tegenover het sluisje liet hij een schipbrug plaatsen en legde een linie met schansen aan, vanaf de brug tot aan het Kasteel Byland. Hierdoor werden de aanvoerlijnen naar de Schenkenschans afgesneden. Na het voltooien van de linie liet de graaf de schans belegeren. Twee Spaanse vendels deden vergeefs uitvallen op de linie.
De aan Spaanse zijde strijdende kardinaal-infant stelde bij besprekingen in Kranenburg voor om Schenkenschans, Goch, Breda, Kleef, Gennep en een grote som geld in te ruilen voor Nederlands-Brazilië, Venlo, Maastricht en Rheinburg. In maart werden de onderhandelingen zonder resultaten afgebroken.
Binnen de schans verloor de bezetting de hoop op ontzet. Honger en ziekte begonnen parten te spelen. Piccolomini trok met de keizerlijken naar Gulik en Aken en liet vierduizend soldaten achter in de Zwanenburcht, het kasteel van Kleef. Willem van Nassau-Siegen nam terstond Kasteel Byland in, toen de Spanjaarden vertrokken waren. Frederik Hendrik liet intussen de vermoeide en zieken aflossen door verse troepen uit Bergen op Zoom, 's-Hertogenbosch en Grave. Vanaf dat moment lukte het de bondgenoten om de Spaanse verdedigingswerken in te nemen. De Spanjaarden trachtten met een laatste uitval vergeefs het tij te keren en verloren daarbij ook nog eens een belangrijk hoornwerk. Frederik Hendrik bood vervolgens onder zeer gunstige voorwaarden aan om de vesting over te nemen. De Spanjaarden gaven zich daarop op 29 april over.
De Spaanse bevelhebber Gomare de Fourdin kreeg toestemming met 'gewone eretekenen' de vesting te verlaten met achthonderd gezonde en zeshonderd zieke soldaten. De belegeraars vierden die dag een plechtige dankdag en ontstaken vreugdevuren.
De Staten van Holland bepaalden op vrijdag 2 mei dat de zondag daarop in alle kerken van de provincie aandacht geschonken moest worden aan de Staatse overwinning. Die zondag werden in hele provincie vreugdevuren ontstoken en alle kerkklokken werden geluid.

## Nasleep

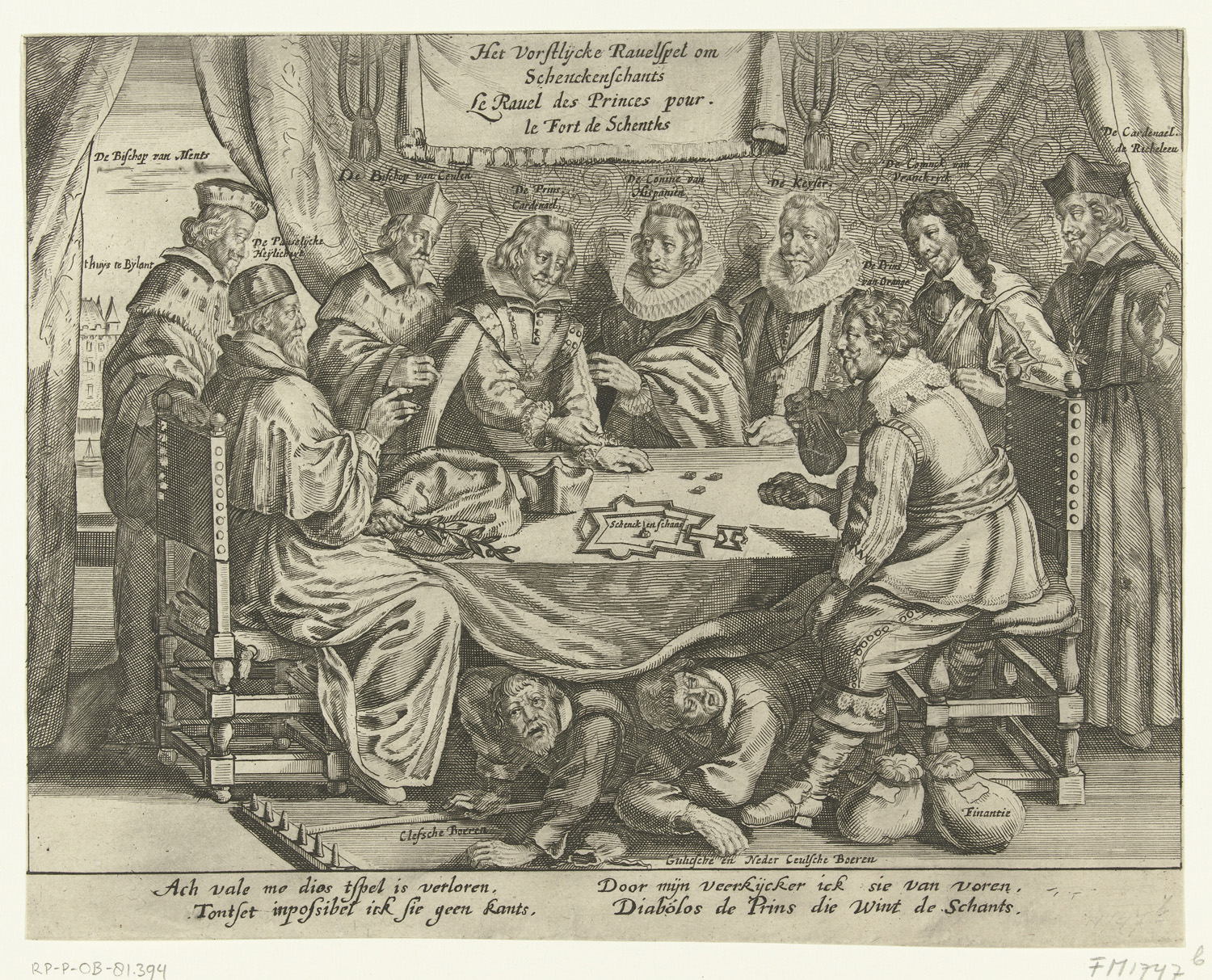
Spotprent over het beleg van Schenkenschans in de jaren 1635-1636. Collectie: Rijksmuseum

Het leek aanvankelijk een groot succes te worden met zo'n enorm leger. Heel Limburg was ingenomen. Tienen was een smet op deze veldtocht. Bij Leuven kwam de omslag. Leuven werd op zo'n felle wijze, door studenten en burgers verdedigd, dat de belegering door gebrek aan voorraden gestaakt moest worden. Veldheer Piccolomini van de Keizerlijken schoot de kardinaal te hulp met een leger van 15.000 Kroaten. Onder zijn bevel werd de achterhoede van Frederik Hendriks leger bij Roermond verslagen. Het leger van bondgenoten werd uit heel Limburg verdreven. Piccolomini's troepen joegen de bondgenoten op, tot in Picardië, anderen namen de wijk naar de winterkwartieren op de Veluwe. De pest zorgde voor meer rampen, het Franse leger slonk uiteindelijk tot op een derde van de oorspronkelijke troepensterkte. Diegenen die overleefden werden uiteindelijk via Rotterdam naar Normandië verscheept.
Van de slag en de besprekingen in Kranenburg zijn indertijd spotprenten gemaakt. Op een ervan is te zien hoe Frederik Hendrik en de kardinaal-infant dobbelen om het fort (zie de afbeelding rechts). De paus, de bisschop van Keulen, de koning van Spanje en de keizer van het Heilige Roomse Rijk kijken toe. Kardinaal Richelieu, de eerste minister van Frankrijk, is eveneens een toeschouwer en de boeren uit de regio wachten onder de tafel het resultaat af.
Na de capitulatie bleef de vesting tot het Rampjaar 1672 in Staatse handen, totdat graaf Turenne de schans voor Frankrijk bezette. Het militaire belang van Schenkenschans was toen al afgenomen. In 1816 had Schenkenschans afgedaan als grensvesting en werd het met Pruisen geruild tegen een stukje Pruisische grond. De Pruisen ontmantelden de vesting vooraf aan de overdracht. Fort Pannerden nam de taak van Schenkenschans over.